# Фармвилл (Виргиния)
Фармвилл (англ. Farmville) — город и административный центр округа Принс-Эдуард в штате Виргиния в Соединённых Штатах Америки.
По данным переписи 2020 года, население составляло 7473 человек, что заметно меньше, чем во время предыдущей переписи 2010 года (8216 человек).

## История
Административный центр округа Принц Эдвард был перенесен из Уоршема в Фармвилл в 1871 году.

## География
Фармвилл расположен в северной части округа Принс-Эдвард, а центр города находится к югу от реки Аппоматтокс.
Стоит на федеральном шоссе US 460 между Питерсбергом и Линчбергом (первый находится в 67 милях (108 км) к востоку, а второй — в 48 милях (77 км) к западу).
По данным Бюро переписи населения США, город занимает общую площадь 7,3 квадратных миль (19,0 км2), из которых 7,2 квадратных миль (18,7 км2) — это суша, а 0,12 квадратных миль (0,3 км2 или 1,77%) — водная поверхность.

## Климат
Климат в этой области характеризуется жарким влажным летом и в целом мягкой или прохладной зимой. Согласно системе классификации климата Кёппена, в Фармвилле влажный субтропический климат, на климатических картах обозначаемый аббревиатурой «Cfa».